# Colle Sannita
Colle Sannita ist eine Gemeinde in Italien in der Region Kampanien in der Provinz Benevento mit 2156 Einwohnern (Stand 31. Dezember 2023). Sie ist Bestandteil der Bergkommune Comunità Montana Titerno e Alto Tammaro.

## Geographie

Lage von Colle Sannita

Die Gemeinde liegt etwa 45 km nördlich der Provinzhauptstadt Benevento. Die Nachbargemeinden sind Baselice, Castelpagano, Castelvetere in Val Fortore, Circello, Reino, Riccia (CB) und San Marco dei Cavoti. Weitere Ortsteile sind Bannera, Campasuli (o Felecarelle), Carlilonghi, Carminelli, Cudacchi (comprendente le località di Ciummini e Marconi), Decorata (o Piano di Decorata), Forna, Fattori, Gorgioni, Impiso (ro' Mbiso), Isca, Lisoni, Masseria Marelli, Masseria Martucci, Montefreddo, Moscia, Monti (o Pilla), Pannelli-Catarre (ri' Pannegli), Paolucci, Pasqualone, Piacquadio (o Mondroni), Pistocchi, Pizzelle, Reinello, Romiti, Scigliati, Tolli, Toschi, Vicenne, Viola, Zeolla und Zepponi.

## Wirtschaft
Die Gemeinde lebt hauptsächlich von der Landwirtschaft.

## Infrastruktur

### Straße
- Strada statale 212 della Val Fortore

### Bahn
- Bahnstrecke Benevento–Campobasso

### Flug
- Flughafen Neapel